# Ambrosius Reiner
Ambrosius Reiner (Altdorf, Weingarten, 1604 — 1672) fou un compositor i organista alemany, fill del també prolífic compositor Jacobus Reiner.
Deixà motets i salms de 2 a 8 veus, i misses a 5, sent curioses aquestes perquè presenten certes innovacions en la instrumentació.